# Marjorie Reeves
Pour les articles homonymes, voir Reeves.
Marjorie Ethel Reeves (17 juillet 1905 - 27 novembre 2003) est une historienne et pédagogue britannique. Elle siège à plusieurs comités nationaux et contribue largement à l'enseignement de l'histoire en Grande-Bretagne. Elle participe à la création du St Anne's College dans le cadre de l'Université d'Oxford en 1952, et elle suscite un regain d'intérêt pour le travail de Joachim de Flore.

## Biographie
Marjorie Ethel Reeves est née en 1905 à Bratton dans le Wiltshire où son père fabrique des machines agricoles. La famille est baptiste et sa mère serait issue d'une famille connue pour ses femmes indépendantes. Elle est inspirée par le directeur du lycée pour filles de Trowbridge à étudier l'histoire à l'Université d'Oxford. Après avoir obtenu un diplôme avec mention (après avoir fréquenté le St Hugh's College), elle reste pour obtenir un diplôme d'enseignement. Reeves enseigne pendant deux ans à Greenwich à la Roan School for Girls en tant que maîtresse adjointe avant de devenir chargée de recherche au Westfield College de Londres en 1929. À Westfield, elle fait le choix inhabituel d'étudier Joachim de Flore dont elle a trouvé les œuvres à la Corpus Christi Library. Ce mystique médiéval fait l'objet de son doctorat en 1932 et de son livre, The Influence of Prophecy in the Later Middle Ages: a Study in Joachimism (1969). Son intérêt pour Joachim de Flore inspire d'autres universitaires à étudier ses figures symboliques et à déchiffrer son écriture; cet intérêt conduit à des congrès réguliers et à des articles de journaux. Reeves attire l'attention sur Leone Tondelli (it) qui a déchiffré les diagrammes particuliers de Joachim en 1937. Dans les années 1970, un centre d'étude international pour Joachim de Flore est créé à San Giovanni in Fiore, et la communauté a également reconstruit l'église de Joachim. Reeves reçoit la citoyenneté d'honneur de la commune de San Giovanni.
Elle commence à former des enseignants au St Gabriel's Teacher Training College de Camberwell en 1931. Elle apprécie cela et développe de nouvelles approches, notamment un programme qui s'adresse aux étudiants qui préfèrent la coiffure à l'histoire; ces étudiants sont invités à créer des coupes de cheveux égyptiennes classiques dans le cadre de leurs cours d'histoire. Reeves est également le rédacteur en chef de Longman de la série de livres d'histoire "Then and There" qui donne une nouvelle approche de l'histoire dans les écoles. Les livres comprennent des copies de documents en tant que sources contemporaines. Reeves créé elle-même douze des livres de la série, en trente ans.
Reeves retourne à Oxford où elle enseigne pour la Society of Oxford Home-Students, un organisme chargé de l'éducation des femmes qui devient finalement le St Anne's College. Reeves est membre du Moot, une réunion de personnes qui discutent de l'avenir de l'éducation pendant la guerre ; le groupe est considéré comme important dans l'élaboration de la Loi sur l'éducation de 1944. Le Moot est également lié à un mouvement chrétien étudiant dont Reeves est une militante active dans les années 1940. Des décennies plus tard, Reeves écrit l'histoire de ce groupe et son association avec le Moot. En 1947, on lui demande de rejoindre le Conseil consultatif central pour l'éducation. Au sein de ce comité, elle contribue au rapport Crowther qui recommande de porter à 16 ans l'âge de la scolarité obligatoire pour les enfants en Grande-Bretagne.
Reeves a une longue association avec le St Anne's College, servant en tant que boursier et en tant que tuteur et s'applique à créer les conditions pour que le collège devienne une partie constituante de l'Université d'Oxford en 1952. Elle est directrice adjointe du collège de 1951 à 1967, puis participe à l'ouverture son collège aux hommes en 1979. En 1977, elle devient professeur émérite d'études médiévales à l'Université de Californie. À l'âge de 98 ans, elle est encore membre honoraire du St Anne's College. Elle est décédée à Oxford le 27 novembre 2003.

## Honneurs
En 1974, elle est élue membre de la British Academy (FBA), l'académie nationale des sciences humaines et sociales du Royaume-Uni,. Elle reçoit la médaille Medlicott de l'Association historique en 1993 pour avoir amélioré l'enseignement de l'histoire. Lors de l'anniversaire de 1996, elle est nommée Commandeur de l'Ordre de l'Empire britannique (CBE). Elle reçoit également la citoyenneté d'honneur de la commune de San Giovanni.

## Publications
- Marjorie Reeves, The Influence of Prophecy in the Later Middle Ages: A Study in Joachimism, Clarendon Press, 1969 (ISBN 978-0-19-827030-0, lire en ligne )
- Marjorie Reeves, Sheep Bell and Ploughshare: The Story of Two Village Families, Granada, 1980 (ISBN 978-0-586-08349-9, lire en ligne)
- Christian Thinking and Social Order: Conviction Politics from the 1930s to the Present Day, 1999
- Warwick Gould et Marjorie Reeves, Joachim of Fiore and the myth of the Eternal Evangel in the nineteenth and twentieth centuries, Oxford, 2nd, 2001 (ISBN 978-0199242306)